# Comité de suivi du dispositif de financement de l'économie française
Le comité de suivi du dispositif de financement de l'économie française, créé par décret du 10 décembre 2008, a pour objectif d'examiner :
1. la mise en œuvre de la mission confiée à la société de financement de l'économie française et les modalités d'octroi de la garantie de l'État aux financements levés par cette société, cette mission consistant à lever des emprunts sur les marchés financiers avec la garantie de l'État pour prêter aux banques ;
2. la mise en œuvre et les modalités d'octroi de la garantie de l'État aux financements levés par Dexia SA et certaines de ses filiales[2].

Le comité de suivi est composé :
1. Du président et du rapporteur général des commissions des finances de l'Assemblée nationale et du Sénat ;
2. Du gouverneur de la Banque de France ou de son représentant ;
3. Du directeur général du Trésor et de la politique économique ou de son représentant ;
4. Du directeur du budget ou de son représentant.

La présidence du comité de suivi est assurée alternativement par le président de la commission des finances de l'Assemblée nationale et le président de la commission des finances du Sénat.